# Be Ciné
Be Ciné est une chaîne de télévision thématique privée belge à péage consacrée aux films et au cinéma.

## Histoire
Le 29 octobre 2004, BeTV est créée, et remplace Canal + Belgique. Le nouveau bouquet compte six chaînes : Be 1, Be 1+1h, Be Ciné 1, Be Ciné 2, Be Sport 1 et Be Sport 2.
Le 10 septembre 2006, Be Ciné 1 devient Be Ciné à l'occasion de la transformation de Be Ciné 2 en Be Séries.
Le 9 juillet 2009, Be Ciné commence sa diffusion en haute définition.

### Identité visuelle (logo)

Nouvelle ère du nouveau logo (2006- )

## Organisation

### Capital
La chaîne appartient à 100 % au groupe audiovisuel BeTV. 